# 김성래
김성래(金聲來, 1961년 12월 3일 ~ )는 전 KBO 리그 SK 와이번스의 내야수이다. 1984년 삼성 라이온즈의 1차 3순위 지명을 받아 입단해 주로 2루수로 활동했다. 1987년 22홈런을 기록하며 2루수 최초 홈런왕을 차지했다. 이후 부상으로 하락세를 걷다가 2루수에서 1루수로 전향, 1992년에 2할대 후반의 타율을 기록하며 재기에 성공했다. 이듬해인 1993년에 3할 타율, 28홈런, 91타점으로 홈런왕·타점왕·최우수 선수 타이틀을 수상했다. 1996년에 삼성 라이온즈에서 방출된 후 쌍방울 레이더스로 이적했고, 2000년 시즌 중 SK 와이번스에서 은퇴했다.

## 선수 시절

### 삼성 라이온즈시절
1984년에 1차 3순위 지명을 받아 입단했다. 첫 해에는 별다른 활약을 보이지 않았지만 1985년에 2할대 후반 타율, 13홈런을 기록하며 두각을 드러내기 시작했고 13홈런으로 그 해 7위를 기록했으며 팀은 전년도 타격 3관왕 이만수와 장효조를 제외하곤 믿을만한 타자가 없어 1984년 한국시리즈 준우승에 머물렀다. 그는 1986년에 2루수 부문 골든 글러브를 수상했고, 1987년에도 2루수 부문 골든 글러브를 수상했으며 22홈런으로 홈런왕을 차지했다. 하지만 그는 부상으로 내리막길을 걷기 시작했다. 1988년 9월 6일 해태 타이거즈전에서 1루수 김성한과 충돌하며 부상을 입었다. 그는 무릎 십자 인대가 끊어져서 달리거나 방망이를 휘두르거나 그라운드에서 몸을 날릴 수 없게 됐고 팀은 그가 무릎 부상으로 시즌을 마감한 데다 팀 내 잠수함 투수 중 가장 구위가 좋았던 김훈기가 같은 시기 허리 부상으로 플레이오프에 출전하지 못해 3패로 한국시리즈 진출이 좌절됐다.
부상에서 복귀한 그는 2루수 강기웅이 입단하며 입지가 줄어들기 시작했고, 그 해로부터 3년간, 그는 두 경기 건너 한 번쯤 대타로 출전했다. 무사히 무릎 수술을 마친 후, 그가 부진했던 몇 년 사이 강기웅은 완전히 2루수 자리를 굳혔고, 체력 부담 때문에 좌익수로 옮겼다. 그는 1992년 많은 타석은 아니었지만 2할대 후반 타율을 기록했다. 1993년에는 1루수로 포지션을 변경한 후 5년 만에 3할 타율을 기록했고, 28홈런, 91타점을 기록하며 1루수 부문 골든 글러브와 정규 시즌 MVP를 차지했다. 하지만 이번엔 허벅지 근육통을 앓게 됐고 결국 부진을 면치 못한 채 방출됐다. 그가 방출됐을 때 당시 감독이었던 백인천이 대대적으로 타자 진영에서 세대 교체를 단행했고, 이종두, 이정훈, 김성현, 강기웅도 방출 및 트레이드됐다.

### 쌍방울 레이더스시절
그는 쌍방울의 마지막 해였던 1999년에 5년 만에 100경기 이상 붙박이로 출전해 2할대 중후반 타율, 9홈런을 쳐 냈다.

### SK 와이번스시절
별다른 활약을 하지 못하고 1군 29경기에만 출전했으며, 2000년 8월 11일 현역 은퇴를 선언했다. 이 기간 동안 통산 네 자릿수 안타를 달성했다.

## 야구선수 은퇴 후
2001년에 SK 와이번스의 타격코치로 부임해 2009년까지 활동했다. 2009년 시즌 중 2군 타격코치로 잠깐 내려갔다. 2009년 시즌 후 일본으로 건너가 오릭스 버펄로스에서 지도자 연수를 받았다.
2010년 시즌 후 LG 트윈스에서 먼저 타격코치 제의를 받았으나  10월에 친정 팀 삼성 라이온즈의 타격 코치로 임명됐고, 2011년 시즌 후 수석코치로 보직이 변경됐다. 2012년에는 수석코치와 타격코치를 겸임했다. 2016년 시즌 후 재계약에 실패해 수석코치에서 물러났다. 이후 한화 이글스의 2군 타격 코치로 자리를 옮겼다.
2020년을 마지막으로 한화와 재계약하지 않고, 한양대학교 야구부 인스트럭터로 자리를 옮겼다.

## 등번호
- '5' (1984년 ~ 1996년)
- '9' (1997년 ~ 2000년)
- '80' (2011년 ~ 2016년)

## 출신 학교
- 1968 ~ 1974 : 대구옥산초등학교
- 1974 ~ 1977 : 대구 경운중학교
- 1977 ~ 1980 : 경북고등학교 (61회 졸업)
- 1980 ~ 1984 : 연세대학교 (1980학번,1984년 졸업)

## 통산 기록
| 연 도           | 소 속           | 나 이           | 출 장 | 타 석 | 타 수 | 득 점 | 안 타 | 2 루 타 | 3 루 타 | 홈 런 | 타 점 | 도 루 | 도 실 | 볼 넷 | 삼 진 | 타 율 | 출 루 율 | 장 타 율 | O P S | 루 타 | 병 살 타 | 몸 맞 | 희 타 | 희 플 | 고 4 |
| --------------- | --------------- | --------------- | ----- | ----- | ----- | ----- | ----- | ------- | ------- | ----- | ----- | ----- | ----- | ----- | ----- | ----- | -------- | -------- | ----- | ----- | -------- | ----- | ----- | ----- | ---- |
| 1984            | 삼성            | 24              | 39    | 70    | 59    | 6     | 11    | 2       | 0       | 1     | 3     | 0     | 1     | 8     | 13    | .186  | .290     | .271     | .561  | 16    | 0        | 1     | 1     | 1     | 0    |
| 1985            | 삼성            | 25              | 103   | 359   | 300   | 40    | 85    | 16      | 0       | 13    | 51    | 5     | 3     | 41    | 39    | .283  | .390     | .467     | .857  | 140   | 8        | 13    | 3     | 2     | 1    |
| 1986            | 삼성            | 26              | 102   | 391   | 344   | 47    | 99    | 22      | 1       | 8     | 48    | 3     | 1     | 34    | 42    | .288  | .362     | .427     | .789  | 147   | 7        | 7     | 4     | 2     | 1    |
| 1987            | 삼성            | 27              | 99    | 385   | 334   | 59    | 111   | 11      | 1       | 22    | 70    | 2     | 5     | 45    | 38    | .332  | .413     | .569     | .982  | 190   | 8        | 3     | 0     | 3     | 3    |
| 1988            | 삼성            | 28              | 96    | 386   | 314   | 54    | 110   | 18      | 2       | 10    | 54    | 7     | 4     | 58    | 43    | .350  | .459     | .516     | .975  | 162   | 6        | 7     | 5     | 2     | 2    |
| 1989            | 삼성            | 29              | 39    | 87    | 77    | 7     | 19    | 3       | 0       | 2     | 13    | 0     | 0     | 6     | 12    | .247  | .314     | .364     | .678  | 28    | 2        | 2     | 1     | 1     | 1    |
| 1990            | 삼성            | 30              | 54    | 164   | 141   | 20    | 28    | 3       | 0       | 6     | 20    | 0     | 0     | 13    | 23    | .199  | .303     | .348     | .650  | 49    | 2        | 8     | 2     | 0     | 0    |
| 1991            | 삼성            | 31              | 30    | 68    | 51    | 7     | 8     | 1       | 0       | 3     | 5     | 0     | 1     | 11    | 10    | .157  | .328     | .353     | .681  | 18    | 2        | 3     | 1     | 2     | 0    |
| 1992            | 삼성            | 32              | 86    | 266   | 226   | 31    | 66    | 13      | 0       | 11    | 50    | 1     | 2     | 34    | 38    | .292  | .392     | .496     | .887  | 112   | 4        | 3     | 3     | 0     | 0    |
| 1993            | 삼성            | 33              | 124   | 521   | 436   | 64    | 131   | 18      | 2       | 28    | 91    | 2     | 1     | 69    | 72    | .300  | .395     | .544     | .939  | 237   | 17       | 5     | 2     | 9     | 0    |
| 1994            | 삼성            | 34              | 105   | 349   | 276   | 39    | 68    | 10      | 1       | 14    | 43    | 3     | 1     | 56    | 54    | .246  | .395     | .442     | .837  | 122   | 5        | 14    | 0     | 3     | 1    |
| 1995            | 삼성            | 35              | 44    | 144   | 124   | 13    | 32    | 4       | 0       | 3     | 17    | 0     | 2     | 11    | 26    | .258  | .345     | .363     | .708  | 45    | 1        | 6     | 2     | 1     | 0    |
| 1996            | 삼성            | 36              | 22    | 42    | 37    | 5     | 6     | 2       | 0       | 1     | 3     | 0     | 0     | 4     | 11    | .162  | .262     | .297     | .559  | 11    | 0        | 1     | 0     | 0     | 0    |
| 1997            | 쌍방울          | 37              | 99    | 325   | 266   | 27    | 68    | 14      | 0       | 9     | 45    | 0     | 1     | 34    | 53    | .256  | .348     | .410     | .758  | 109   | 10       | 8     | 9     | 8     | 3    |
| 1998            | 쌍방울          | 38              | 93    | 281   | 238   | 21    | 55    | 14      | 3       | 5     | 26    | 0     | 0     | 28    | 54    | .231  | .314     | .378     | .692  | 90    | 6        | 2     | 9     | 3     | 5    |
| 1999            | 쌍방울          | 39              | 113   | 401   | 346   | 43    | 94    | 19      | 0       | 9     | 48    | 1     | 2     | 41    | 73    | .272  | .363     | .405     | .768  | 140   | 9        | 10    | 2     | 2     | 3    |
| 2000            | SK              | 40              | 29    | 75    | 64    | 7     | 17    | 0       | 0       | 2     | 8     | 0     | 0     | 9     | 19    | .266  | .373     | .359     | .733  | 23    | 1        | 2     | 0     | 0     | 0    |
| KBO 통산 : 17년 | KBO 통산 : 17년 | KBO 통산 : 17년 | 1277  | 4314  | 3633  | 490   | 1008  | 170     | 10      | 147   | 595   | 24    | 24    | 502   | 620   | .277  | .376     | .451     | .827  | 1639  | 88       | 95    | 44    | 39    | 20   |

- 시즌 기록 중 굵은 글씨는 해당 시즌 최고 기록